# Christian Carl Theodor Ludwig Sethe
Christian Carl Theodor Ludwig Sethe (* 19. Juli 1798 in Kleve; † 31. März 1857 in Stettin) war ein deutscher Jurist.

## Leben
Christian Sethe, Sohn von Christoph Wilhelm Heinrich Sethe (1767–1855) und seiner Ehefrau Henriette Philippine Helene geb. Sack (1772–1830), studierte Jura in Göttingen und Heidelberg. Er wurde Staatsbeamter, zuletzt Geheimer Finanzrat und Provinzial-Steuer-Direktor in Stettin.
Sethe war seit der gemeinsamen Schulzeit am Düsseldorfer Lyzeum eng mit Heinrich Heine befreundet. Später waren sie Kommilitonen an der Universität Bonn. Heine schrieb ihm 1819 die „Fresco-Sonette an Christian S.“. 1844 übersandte ihm Heine seine Verserzählung Deutschland: Ein Wintermärchen.
Sethe verehelichte sich 1825 mit Wilhelmine Bölling (1800–1875), Tochter des Land- und Stadtrichters Moritz Bölling in Bochum. Zu ihren Kindern gehörten:
- Hermine Sethe (1829–1866), war mit Karl Haeckel verheiratet, dem ersten Sohn von Christians Schwester Charlotte, verehelichte Haeckel. Ihr Sohn:
  - Heinrich Haeckel (1859–1921) wurde Mediziner.
- Heinrich Christoph Moritz Hermann Sethe (1830–1890), wurde Stadtrichter und Amtsgerichtsrat in Berlin, verheiratet mit Auguste Gertrud Adelheid geb. Sethe. Ihr Sohn:
  - Kurt Heinrich Sethe (1869–1934), wurde Ägyptologe in Göttingen und Berlin.
- Anna Sethe (1835–1864) war mit dem Zoologen Ernst Haeckel (1834–1919) in Jena verheiratet, dem jüngeren Bruder von Karl Haeckel.

## Nachweise
1. ↑  Eingeschrieben als „Christian Carl Theodor Ludw. Sethe“ am 28. Oktober 1816 (Die Matrikel der Georg-August-Universität zu Göttingen 1734–1837. Hildesheim 1937, S. 576).
2. ↑  Eingeschrieben als „Christian Sethe“ (Nr. 278) am 26. Oktober 1818 (Die Matrikel der Universität Heidelberg. Fünfter Teil von 1807 bis 1846. Heidelberg 1904, S. 160).
3. ↑  Königlich Preussischer Staats-Kalender für das Jahr 1851, S. 351.

| Personendaten    | Personendaten                        |
| ---------------- | ------------------------------------ |
| NAME             | Sethe, Christian Carl Theodor Ludwig |
| ALTERNATIVNAMEN  | Sethe, Christian                     |
| KURZBESCHREIBUNG | deutscher Jurist                     |
| GEBURTSDATUM     | 19. Juli 1798                        |
| GEBURTSORT       | Kleve                                |
| STERBEDATUM      | 31. März 1857                        |
| STERBEORT        | Stettin                              |